# Тайо Круз
Джейкоб Тайо Круз англ. (Jacob Taio Cruz, нар. 23 квітня 1985) — британський співак нігерійсько-бразильського походження, автор пісень, продюсер, репер і підприємець. У 2008 році він випустив свій дебютний альбом Departure, який Круз написав сам. Він приніс перший успіх у Великій Британії і номінацію MOBO awards. У червні 2010 року Круз випустив свій наступний альбом Rokstarr, який містить сингл «Break Your Heart». У листопаді 2010 року співпрацював з Кайлі Міноуг і Тревіс МакКой до синглу Higher. Крім цього Круз написав пісню Telling the World для мультфільму Ріо.

## Біографія

### Дитинство
Круз народився в Лондоні в родині Джейкоба Круза, що народився в Нігерії і Сільвії Круз, яка родом з Бразилії. Він також відвідував лікарні христа і школи в Західному Сассексі.

### Початок кар'єри
Круз почав писати пісні, коли йому було ще 12. А почав свою кар'єру в 19 років у рамках колективу Tricky Stewart, в RedZone Entertaiment.
Круз досяг популярності в 2005 році, коли він був удостоєний BRIT Awards.
Круз є засновником і генеральним директором компанії Rokstarr Music London, що випустила його дебютний альбом «I Just Wanna Know». Платівка викликала інтерес на радіо, а також зацікавила фахівців у музичній індустрії.

## Дискографія
- Departure (2008)
- Rokstarr (2010)
- TY.O (2011)

## Нагороди та номінації
| Рік  | Нагорода                 | Категорія                        | Робота                 | Результат |
| ---- | ------------------------ | -------------------------------- | ---------------------- | --------- |
| 2004 | BRIT Awards              | Best British Song                | Your Game              | Перемога  |
| 2008 | MOBO Awards              | Best UK Male                     | Best UK Male           | Номінація |
| 2010 | American Music Awards    | Breakthrough Artist              | Breakthrough Artist    | Номінація |
| 2010 | BRIT Awards              | Best British Song                | Break Your Heart       | Номінація |
| 2010 | iTunes Best Album & Song | Best Song                        | Dynamite               | Номінація |
| 2010 | Ascap Vanguard Award     | Recognition of Album             | Departure              | Перемога  |
| 2011 | BRIT Awards              | Best British Song                | Dynamite               | Номінація |
| 2011 | Virgin Media Awards      | Best Male                        | Best Male              | Номінація |
| 2011 | Virgin Media Awards      | Best Collaboration               | Dirty Picture          | Номінація |
| 2011 | Virgin Media Awards      | Best Video                       | Dirty Picture          | Номінація |
| 2011 | Billboard Awards         | Top New Artist                   | Top New Artist         | Номінація |
| 2011 | Billboard Awards         | Top Hot 100 Song                 | Dynamite               | Перемога  |
| 2011 | Billboard Awards         | Top Digital Song                 | Dynamite               | Перемога  |
| 2011 | Billboard Awards         | Top Radio Song                   | Dynamite               | Номінація |
| 2011 | Billboard Awards         | Top Streaming Song               | Dynamite               | Номінація |
| 2011 | Billboard Awards         | Top Pop Song                     | Dynamite               | Перемога  |
| 2011 | MuchMusic Video Awards   | MuchMusic.com Most Watched Video | Dynamite               | Перемога  |
| 2011 | ASCAP Awards             | Songwriter Of The Year           | Songwriter Of The Year | Перемога  |
| 2011 | ASCAP Awards             | Song Of The Year                 | Dynamite               | Перемога  |